# Tmesisternus floorjansenae
Tmesisternus floorjansenae is een keversoort uit de familie van de boktorren (Cerambycidae). De wetenschappelijke naam van de soort werd voor het eerst geldig gepubliceerd in 2018 door Weigel. Deze keversoort is vernoemd naar Floor Jansen, de zangeres van de Finse symphonische metalband Nightwish. Het leefgebied van de Tmesisternus floorjansenae is Nieuw-Guinea.